# Ribeirão Branco
Ribeirão Branco là một đô thị ở bang São Paulo của Brasil. 
Đô thị này nằm ở vĩ độ 24º13'15" độ vĩ nam và kinh độ 48º45'56" oeste. Localiza-se na região về phía tây nam paulista. Đô thị này có diện tích 697,813 km² e Dân số năm 2004 ước tính là 22 233 người.

### Dân số
Dữ liệu dân số theo điều tra dân số năm 2000
Tổng dân số: 21.231
- Urbana: 8.985
- Rural: 12.246
- Homens: 11.094
- Mulheres: 10.137

Mật độ dân số (người/km²): 30,43
Tỷ lệ tử vong trẻ sơ sinh dưới 1 tuổi (trên một triệu người): 42,35
Tuổi thọ bình quân (tuổi): 61,00
Tỷ lệ sinh (số trẻ trên mỗi bà mẹ): 4,32
Tỷ lệ biết đọc biết viết: 83,04%
Chỉ số phát triển con người (HDI-M): 0,649
- Chỉ số phát triển con người - Thu nhập: 0,573
- Chỉ số phát triển con người - Tuổi thọ: 0,600
- Chỉ số phát triển con người - Giáo dục: 0,775

(Nguồn: IPEADATA)